# ソウケ市

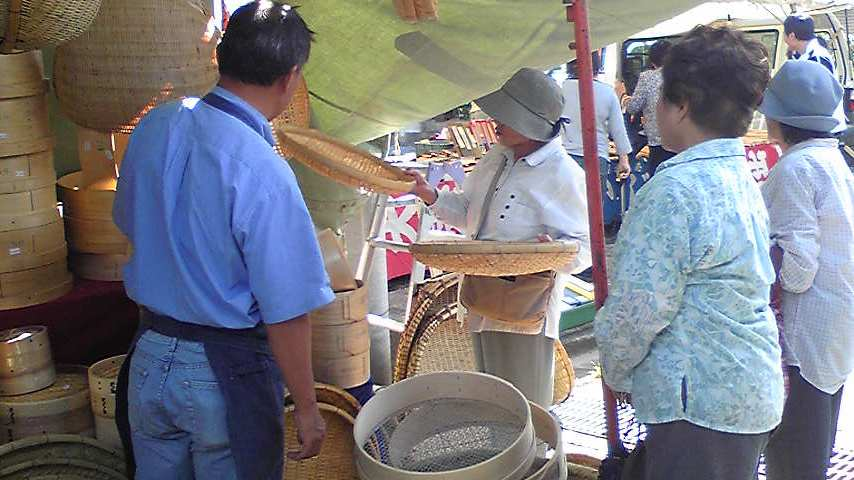
ソウケ市の様子

ソウケ市（そうけいち）は、毎年9月27日正午から29日正午まで佐賀県杵島郡大町町本町地区旧長崎街道沿いで開催される竹細工などがならぶ市場。ソウケとは農作業で使う道具で、竹で編まれた円形や角型のザルを指す。ソウケは日本海沿いで使われている方言で富山県八尾町では養蚕用が主であるがこれを表記するための国字(方言字)「笽」(そうけ)が用いられている。
カツオ商人が大町町本町地区の旧長崎街道沿いで市を開いたのが始まりであったが、やがて竹細工などを扱う道具市へと変わり、この場所には毎年沢山の客が来るようになっていった。2018年現在では農業で使うソウケや家庭用のザル・籠・食器などの竹細工、陶器、刃物類が売られている。

## アクセス

### 公共交通機関
- JR佐世保線大町駅より徒歩20分
- 祐徳バス大町学校前バス停徒歩1分（このバスは佐賀方面・武雄方面から来る）
- JRで来る場合は大町駅前バス停で武雄方面から来るバスに乗車、大町学校前で下車。武雄温泉（下西山） - 大町駅前 - 山口駅前 - 牛津駅前 - 佐賀駅バスセンター の順で来る。

### 自動車
- 長崎自動車道武雄北方ICより25分
- 佐賀市内より35分
- 駐車場は期間中、大町小学校校庭。徒歩1分

## 周辺
- 大町東郵便局（ソウケ市が開催される旧長崎街道沿いにある）
- 土井家住宅（ソウケ市が開催される旧長崎街道沿いにある）
- 大町町立小中一貫校大町ひじり学園（義務教育学校）
- 大町町役場
- 佐賀県立杵島商業高等学校
- JR九州佐世保線 大町駅